# Moonlit Floor (Kiss Me)
«Moonlit Floor (Kiss Me)» — сингл тайской рэперши и певицы Лисы Манобан (участницы южнокорейской гёрл-группы Blackpink). Он был выпущен на лейбле Lloud и RCA Records 4 октября 2024 года в качестве третьего сингла с ее грядущего дебютного студийного альбома Alter Ego (2025). Это трек в стиле ню-диско и дэнс-поп, припев которого интерполирует песню Sixpence None the Richer «Kiss Me». Лиза дебютировала с песней до ее выхода на Global Citizen Festival 2024, а также исполнила ее 15 октября 2024 года на Victoria’s Secret Fashion Show.

## Композиция и текст песни
«Moonlit Floor (Kiss Me)» — это трек в стиле дэнс-поп и ню-диско, который предлагает заглянуть в романтическую жизнь Лисы. Припев песни интерполирует песню Sixpence None the Richer «Kiss Me» с оригинальным текстом «Kiss me beneath the milky twilight/ Lead me out on the moonlit floor», измененным на «Kiss me, under the Paris twilight / Kiss me out on the moonlit floor», что соответствует сюжетной линии о  любовнике. Она поет о том, как он «заставил ее споткнуться», а также расхваливает его внешность и способности, в том числе «Как твоя кожа всегда нежна/ Как твои поцелуи всегда попадают в цель» и «этот акцент с твоих губ/ Как твой язык делает все эти трюки? Как ты знаешь, куда именно». Во втором куплете она объясняет, что познакомилась с ним по работе и нечаянно влюбилась из-за его внешности и акцента: «По правде говоря, я не пыталась ни с кем познакомиться/ Детка, я была там, чтобы забрать свою сумку/ Но когда я увидела тебя, я такая: „Мне это нравится“/ Я не пыталась сломаться, детка, я сопротивлялась/ Но когда я услышала, как ты говоришь: „Бонжур, детка“/ Я такая: „Черт“».

## Видеозапись выступления
9 октября на официальном YouTube-канале Lloud появилось официальное видео с выступлением, снятое режиссером Раджой Вирди. В нем Лиза исполняет песню с живой группой в пустом зале. В течение видео она надевает два наряда: белый кружевной боди с сапогами с коровьим принтом и бледно-розовый топ и юбку с кружевной отделкой.

## Чарты

### Еженедельные чарты
| Чарт (2024)                               | Высшая позиция |
| ----------------------------------------- | -------------- |
| Канада (Billboard Canadian Hot 100)       | 88             |
| СНГ (TopHit)                              | 11             |
| Мир (Billboard Global 200)                | 24             |
| Гонконг (Billboard Hong Kong Songs)       | 11             |
| Индонезия (Billboard)                     | 19             |
| Япония Heatseekers (Billboard Japan)      | 14             |
| Латвия (LaIPA)                            | 16             |
| Литва (TopHit)                            | 11             |
| Малайзия (Billboard Malaysia Songs)       | 5              |
| Малайзия (RIM)                            | 5              |
| Новая Зеландия (RMNZ)                     | 5              |
| Филиппины (Philippines Hot 100)           | 8              |
| Россия Airplay (TopHit)                   | 5              |
| Сингапур (RIAS)                           | 6              |
| Республика Корея (Circle Download Chart)  | 161            |
| Китайская Республика (Billboard)          | 8              |
| Великобритания (OCC UK Singles Downloads) | 1              |
| Великобритания UK Singles Sales (OCC)     | 3              |
| США (Billboard Bubbling Under Hot 100)    | 21             |
| США (Billboard Adult Contemporary)        | 21             |
| США (Billboard Adult Pop Airplay)         | 38             |
| США (Billboard Digital Song Sales)        | 23             |
| США (Billboard Hot Dance/Pop Songs)       | 14             |
| США (Billboard Pop Airplay)               | 21             |